# 亚尔诺·科斯基兰塔
亚尔诺·科斯基兰塔（芬蘭語：Jarno Koskiranta，1986年12月9日—），芬兰男子冰球运动员，场上位置是前锋。他曾代表芬兰国家队参加2018年冬季奥林匹克运动会冰球比赛，获得第六名。